# Classe Des Moines
A Classe Des Moines foi uma classe de cruzadores pesados operados pela Marinha dos Estados Unidos. Doze navios foram originalmente encomendados, porém nove foram cancelados entre 1945 e 1946, deixando apenas três para serem finalizados. O projeto da Classe Des Moines foi desenvolvido com o objetivo de acomodar os novos canhões de 203 milímetros de disparo rápido, desenvolvidos com o objetivo de sanar problemas de cadência de tiro das armas de cruzadores pesados anteriores. A instalação dessas novas armas necessitou navios de dimensões muito maiores, o que também permitiu que os projetistas incorporassem um esquema de blindagem maior e mais fortalecido.
Os cruzadores da Classe Des Moines eram armados com uma bateria principal composta por nove canhões de 203 milímetros montados em três torres de artilharia triplas. Tinham um comprimento de fora a fora de 218 metros, boca de 23 metros, calado de quase oito metros e um deslocamento carregado de mais de 21 mil toneladas. Seus sistemas de propulsão eram compostos por quatro caldeiras a óleo combustível que alimentavam quatro conjuntos de turbinas a vapor, que por sua vez giravam quatro hélices até uma velocidade máxima de 33 nós (61 quilômetros por hora). Os navios também eram protegidos por um cinturão de blindagem com 102 a 152 milímetros de espessura.
Os navios finalizados foram o USS Des Moines, USS Salem e USS Newport News. Todos começaram sua carreira na Frota do Atlântico e durante seus primeiros anos se revezaram atuando também no Mar Mediterrâneo, onde serviram de capitânia para a Sexta Frota dos Estados Unidos. O Salem foi descomissionado em 1959 e o Des Moines em 1961. O Newport News foi transferido para o Oceano Pacífico em 1967 e pelos anos seguintes fez várias viagens de serviço para dar suporte a ações na Guerra do Vietnã até ser descomissionado em 1975. Este foi desmontado em 1991 e o Des Moines em 2007. O Salem foi transformado em um navio-museu em Quincy, estando aberto desde 1995.